# Davud Kazımov
Pour les articles homonymes, voir Kazimov.
Davud Kazimov (en azéri : Davud Mehdi oğlu Kazımov ; né le 9 novembre 1926 à Bakou et mort le 14 février 2015 à Bakou) est un peintre azerbaïdjanais soviétique, artiste du peuple d'Azerbaïdjan (1992).

## Éducation
Davud Kazimov est diplômé du Collège d'Art de Bakou Azim Azimzade. Après avoir obtenu son diplôme, il continue de travailler à l'école en tant qu'enseignant.
En 1984-2001, il travaille à l'Université d'État de la culture et des arts d'Azerbaïdjan. 
En 1996, il devient professeur. 
Depuis 2001, il est professeur au Département de la peinture académique de l'Académie nationale des arts d'Azerbaïdjan.

## Travaux
Depuis 1947, il est un participant permanent des expositions républicaines et de toute l'Union. Il s'adresse à plusieurs reprises au sujet du travail et des ouvriers.  
- Dans les profondeurs de la mer Caspienne
- Laitières
- Routes
- Chansons
- Copines
- Geygel
- Gakh
- Plaine fleurie
- Shahdag et d'autres.

## Différentes facettes du talent
D.Kazimov est également connu comme un graphiste de talent. Parmi les œuvres célèbres : des illustrations pour les œuvres de Jabbar Jabbarly, Jalil Mammadquluzade, Abdulla Shaig, ainsi que pour les poèmes du poète sud-azerbaïdjanais Mirza Ali Mojuz. Il maîtrise également l'art de la miniature.
Ses œuvres des cycles bulgare et espagnol est le résultat des voyages d'affaires créatifs en Bulgarie et en Espagne. Parmi les œuvres de cette période, se distingue le tableau Crête espagnole. Le tableau Paysage d'Abshéron est installé dans l'ambassade de l'Azerbaïdjan aux États-Unis.
Les œuvres de l'artiste sont conservées au Musée national d'art d'Azerbaïdjan, à la Galerie d'art d'État d'Azerbaïdjan et au Fonds d'art de l'Union des peintres d'Azerbaïdjan, ainsi que dans des collections privées en Russie, en Turquie, en Iran, en Hongrie, en Allemagne et dans d'autres pays.